# کاتالونا انریکز
کاتالونا انریکز (به انگلیسی: Kataluna Enriquez) (زاده ۱۹۹۴) مدل، ملکه زیبایی و طراح مد آمریکایی است.
او یک زن ترنس است.
در مارس ۲۰۲۱، او برنده مسابقه میس سیلور آمریکا شد. در ۲۷ ژوئن ۲۰۲۱، سپس او تاج دوشیزه نوادا ایالات متحده آمریکا را به دست آورد. با بردهای خود، او اولین زن آشکارا تراجنسیتی شد که این عنوان را به دست آورد و واجد شرایط شرکت در مسابقه ملکه زیبایی ایالات متحده آمریکا شد.